# مارپیچ

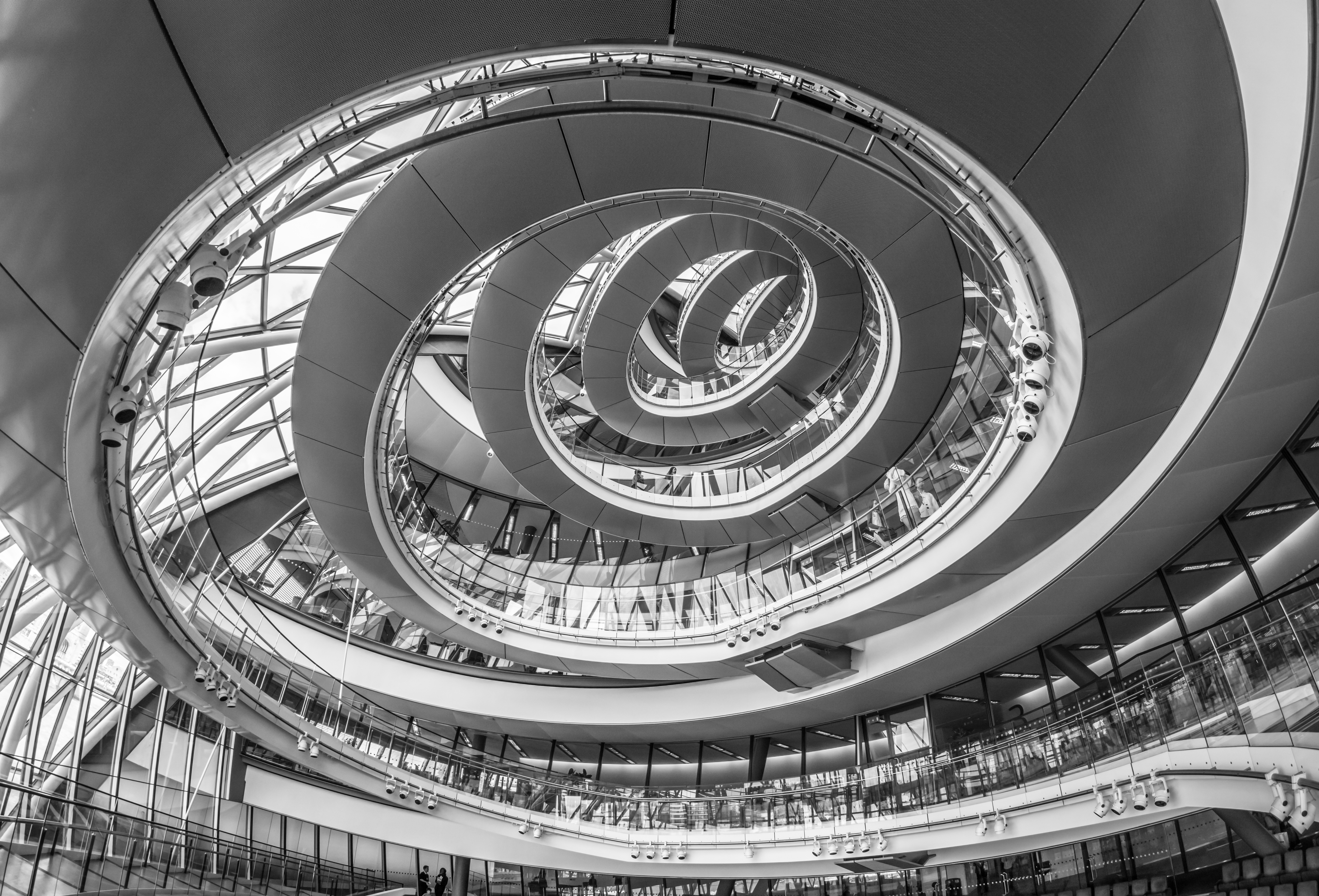
نگاره‌ای سیاه‌وسفید از راه‌پلهٔ مارپیچ سیتی‌هال لندن. ساختمان سیتی‌هال لندن توسط نورمن فاستر، آرشیتکت برجستهٔ بریتانیایی طراحی و توسط گروه مهندسی آروپ ساخته‌شد.

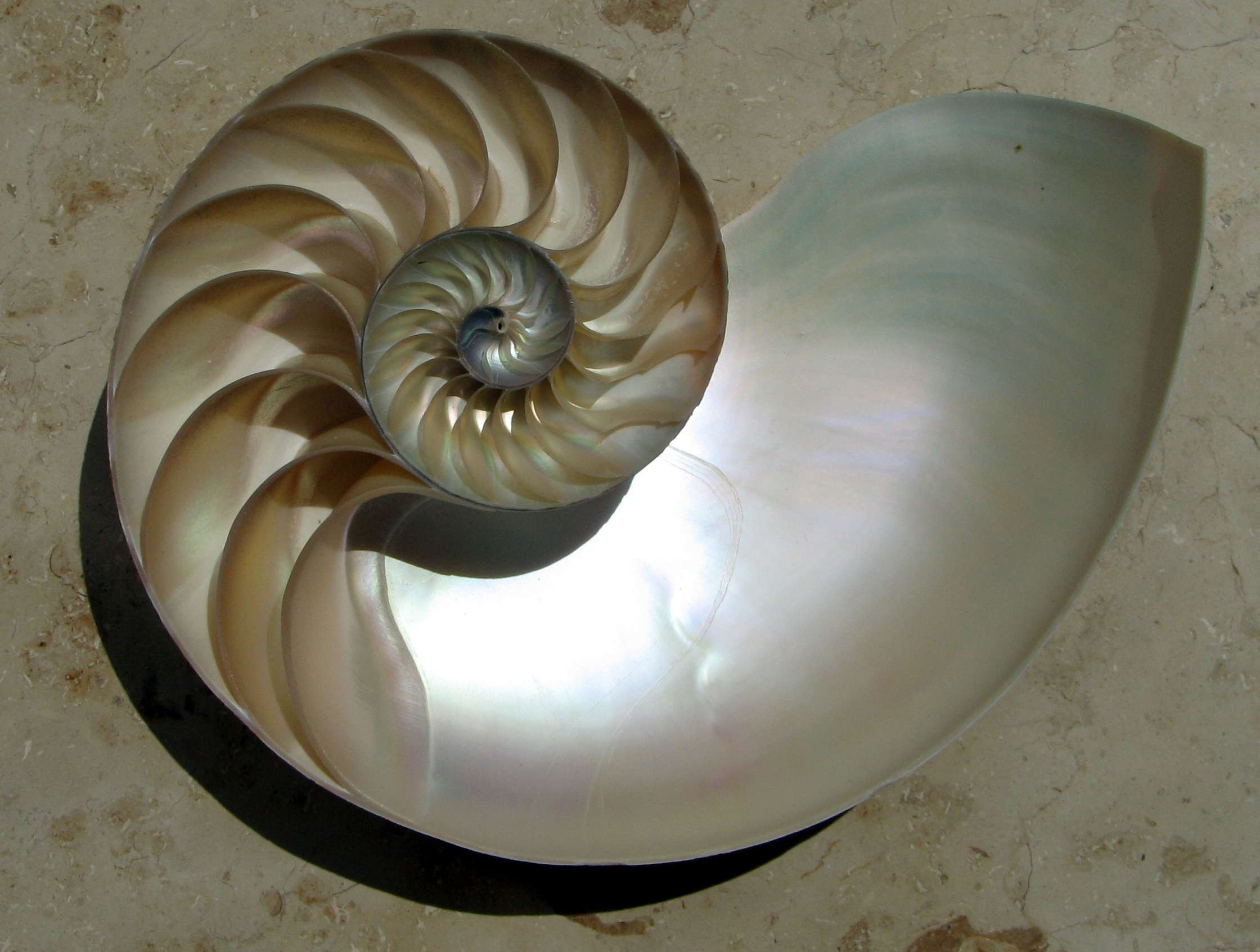
سطح برش خوردهٔ یک صدف با خانه‌هایی تقریباً مرتب با اسپیرال لگاریتمی

مارپیچ در ریاضیات، یک خم است که از یک نقطه مرکزی سرچشمه می‌گیرد و به تدریج از نقطه مرکزی دورتر می‌شود.

## مارپیچهای دو بعدی
مارپیچهای دو بعدی در دستگاه مختصات قطبی به صورت زیر هستند:
- مارپیچ ارشمیدس
- مارپیچ طلایی
- مارپیچ لگاریتمی
- مارپیچ فیبوناچی
- مارپیچ سینوسی
- مارپیچ هذلولوی
- مارپیچ اویلر
- مارپیچ فرما

## مارپیچهای سه بعدی
مارپیچهای سه بعدی در دستگاه مختصات استوانه ای به صورت زیر هستند:
- پیچاب
- پیچه
- خط هم‌گوشه

## مارپیچ بعنوان نماد

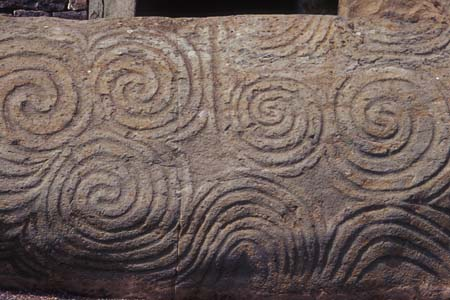
لوحه سردر یک خانه ییلاقی

مایه اصلی مارپیچِ سه گانه نماد دوران نوسنگی در اروپا است. در حالی که آن را نماد سلتیک در نظر گرفته‌اند اما مارپیچ سه گانه در واقع نمادی از پیشا سلتیک است.